# Bankerot (film fra 1918)
 For alternative betydninger, se Bankerot (flertydig). (Se også artikler, som begynder med Bankerot)
Bankerot er en amerikansk stumfilm fra 1918 af Elmer Clifton.

## Medvirkende
- Herbert Rawlinson - Jack Mason
- Neal Hart - Dave Marco
- Sam De Grasse - Earl Foster
- Millard K. Wilson - Ralph Brandon
- Sally Starr - Holly Brandon